# بير ويمر
بير ويمر (بالسويدية: Per Wimmer)‏ هو شخصية أعمال سويدي، ولد في 1968.

## وصلات خارجية
- الموقع الرسمي
- بير ويمر على موقع IMDb (الإنجليزية)